# بيت مختار (الرجم)

تعديل مصدري - تعديل

بيت مختار هي إحدى قرى عزلة غالب ربيعي بمديرية الرجم التابعة لمحافظة المحويت، بلغ تعداد سكانها 511 نسمة حسب تعداد اليمن لعام 2004.